# 願蓮寺 (郡上市)
願蓮寺（がんれんじ）は岐阜県郡上市八幡町島谷にある阿弥陀如来を本尊とする真宗大谷派の寺院。山号は竹林山。
明応3年（1494年）に正円が細越村（現在の郡上市八幡町相生）に草庵を結び、正専坊と称したのが始まりである。永禄12年（1569年）に三木自綱が郡上へ侵攻した際に2世正専が郷土防衛のため畑佐で敵軍と交戦し、落命したと伝わる。4世の慈超は俗名を石神兵庫と称し、東氏の家臣であったという。天正年間の石山合戦では本山側に立って参戦し、大杯と十字名号、法名を授かった。また、領主の遠藤慶隆より現在の敷地を賜り、天正13年（1585年）に移転している。元和9年（1623年）、本山より寺号を名乗る許可を得て名を願連寺と改め、慶安2年（1649年）に宣如上人から本尊の阿弥陀如来像を下付された。現在の本堂は明治28年（1895年）に建てられたものである。
盂蘭盆会に吉田川において八幡仏教会の主催で行われる灯篭流しでは、法要が営まれる会場となっている。また、2018年に行われた”輝け！お寺の掲示板大賞”において、当寺の掲示した「おまえも死ぬぞ　釈尊」という言葉が仏教伝道協会大賞に選ばれている。